# 真田山陸軍墓地
真田山陸軍墓地（さなだやまりくぐんぼち、英語 : Sanadayama Army Cemetery ）は、大阪府大阪市天王寺区玉造本町にある大日本帝国陸軍の墓地。日本で最初 かつ最大の陸軍墓地で、太平洋戦争終戦当時の規模を保つ点でも歴史的な価値がある（大阪市史編纂所）。現在は公益財団法人真田山陸軍墓地維持会が維持・管理を行い、毎年10月に慰霊祭を開催。防衛省・陸上自衛隊も直接の関与はないが毎年参列しており、令和初の慰霊祭にも第36普通科連隊が参列した。

## 概要
真田山陸軍墓地の一帯は閑静な住宅街だが、もとは古戦場で、安土桃山時代1614年（慶長19年）の大坂の陣（冬の陣）で、豊臣方の真田信繁（幸村）が大坂城の出城（出丸）として構築した「真田丸」跡（現・明星中学校・高等学校）の近隣にあり（真田山公園北側）、隣接する三光神社とともに、春の「桜の名所」として有名である。
天王寺区生まれで、墓地近隣の大阪府立高津高等学校卒業生で現代芸術家の森村泰昌は、大阪の名所を巡る旅を企画するなら到着地として陸軍墓地を選ぶといい、古く小さな「無数のオベリスクのような形の墓石が整然と並び立つ」墓地の光景と、周囲の新しく高級な「超高層マンションの巨大な真新しさとの間には、埋められぬ歴史の大きな溝」があるため、「墓地に吹く風は、どこかしら寂しげであり、またどこかしら平穏」な雰囲気を「私だけの宝物としてそっと心にしまっておきたい」お気に入りの場所と表現している。

## 歴史
大阪は「陸軍発祥の地」と呼ばれるが、1869年（明治2年）明治新政府の兵部大輔となった大村益次郎が、陸軍の中央機関を大阪に置く方針を示し、大坂城と周辺に諸機関を創設したためである。その一環で明治4年（1881年）1月に太政官弁官から兵部省に「大阪府下真田山ノ内ヲ兵隊の埋葬地トナス」（太政類典）と初の国立墓地の設置も認められた。
同年7月廃藩置県の後、陸軍の中央機関は東京都に移設され、代わりに翌8月、陸軍の鎮台（部隊）として大阪鎮台（大坂鎮台）（後の第4師団）が設置され、合わせて真田山の地に陸軍墓地が創設された。
陸軍墓地は、1873年（明治6年）の徴兵令以前の士官・兵士から、西南戦争、日清戦争、日露戦争、第一次世界大戦、第二次世界大戦までの5,100基以上の墓碑が並び、8,200余の遺骨が納められた納骨堂を擁する。日本軍兵士だけでなく、軍事物資の輸送や下働きに雇われた軍役夫や、日清戦争・第一次世界大戦でそれぞれ捕虜となった清国兵・ドイツ兵病死者の墓碑もある。
5,100基のうち、最多は日清戦争の約1,400基。これは死者数で上回る日露戦争の3倍だが、「日露戦争期の戦死者は一括して合葬碑が建てられた」ためという。また、2割に当たる923基（国立歴史民俗博物館調査、2002年段階）が西南戦争の関係者。これは1877年4月1日、大阪鎮台病院に加え「陸軍臨時病院」が新設された ことで、西南戦争の戦地九州から遠く離れた大阪まで搬送された人が多かったため であり、墓石にも「明治十年鹿児島縣賊徒征討之役四月一日罹病五月十二日没大阪陸軍臨時病院」と彫られた例がある。
もとは兵部省（のち陸軍省）の所管のため、1945年（昭和20年）までは墓地の管理も厳重で「整備も清掃も行き届いて荘厳ひとしお」だった。見張りの兵が常駐し、遺族を除けば入園者も限られており、特例として大阪府立清水谷高等女学校（現・大阪府立清水谷高等学校）が1911年（明治44年）から毎年、学校行事として「義勇日」に参拝していたぐらいである。これは清水谷高女が高女進学者5％未満の時代に船場の資産家の令嬢が通う名門 の「大阪の代表校」として、「学校行事に墓参を組み込み、賢母教育を実施、将来の軍人の妻、有名夫人の育成に励んだ」ため である。そのほかの例では、清水谷高女に倣い、淀の水女学校（現・昇陽高等学校）の教師・生徒の有志が1938年（昭和13年）「私達は女性と生れて銃をとることができず、せめてのことに陸軍基地の清掃をして墓前に香花を供へ英魂に感謝の心を表はしませう」と清掃を行った 程度である。
第二次世界大戦後は大蔵省（現・財務省）の所管となり、大阪市への無料貸与を更新して現在に至るが、終戦直後は「進駐軍兵士が日本の婦女子を連れて入り込む」など「『夜盗の集合所』の観を呈し」こともあるほど荒れ果てていた。そこで1947年（昭和22年）同じ天王寺区内の四天王寺の住職田村徳海（和宗初代管長。青蓮院門跡）らが「財団法人大阪靖国霊場維持会」を結成（現・真田山陸軍墓地維持会）。お膝元空堀町の「空堀振興町会」とともに民間の力で陸軍墓地の景観保存と慰霊の祭祀を続けてきた。
ただし、墓碑の大半が耐久性の低い「和泉砂岩」製で風化が進む一方にもかかわらず、国や大阪市など行政による保全は半世紀以上ないままだった。1995年（平成7年）から陸軍墓地が国立歴史民俗博物館の基幹研究の対象の一つとなり、ようやく大阪市（大阪市史編纂所）も含めた学術的な調査が動き出した。
戦後75年が経った現在さらに風化が進むが、補修には費用1基5万円の特殊なコーティング剤で石材を強化する必要があり、真田山陸軍墓地維持会が「年間50基ペースで補修しているが劣化のスピードに追いつか」ず、墓碑の70%が傷んでおり1,000基以上がいつでも崩壊する可能性がある。
専門家も「陸軍墓地は戦争や平和を考える上で重要」な場所で「若い世代に歴史を継承する意味でも整備は重要」 と指摘しており（京都造形芸術大学の伊達仁美教授）、これらを受けて吉村洋文大阪市長が2018年（平成30年）10月31日、真田山陸軍墓地の補修費用を翌2019年度予算に盛り込み、国に対し国立墓地として整備するよう求め、11月8日に内閣総理大臣安倍晋三宛に「旧真田山陸軍墓地の管理・維持保全に関する要望について」と題して、「建築基準法上の耐震基準を満たさないものがあり、財産所有者である国による抜本的な対策が必要」であり、特に、南海トラフ地震などの巨大地震に備えて「納骨堂の耐震対策をはじめ、墓石の破損・風化対策が喫緊の課題」と要望書を提出した。
また、吉村の前任市長の橋下徹（元大阪府知事）も、知事・市長として真田山陸軍墓地を訪れなかった点を「英霊に尊崇の念を表すべきという僕の言葉も、ほんとファッションだったなと痛感」し「僕自身も最大級の怠慢」とした上で、「靖国神社参拝よりも大事なこと」と題して、真田山陸軍墓地を国立戦死者追悼施設にするよう訴えている。
これらの動きを受け、ようやく2020年（令和2年）1月、墓地を所管の近畿財務局が初めて墓碑の保全に予算2000万円を投入。元興寺文化財研究所を通じて、まず3月までに墓石70基の補強を始めた。財務局は、あくまで「参拝者の安全確保のため、墓石の倒壊を防止」目的だが、「今後も関係団体と協議の上、計画的に修繕を進めていく」としている。

## 年表
- 1871年（明治4年）4月10日 - 真田山が陸軍埋葬地となり、祭魂社（招魂社）が設けられる[20]
- 1906年（明治39年） - 日露戦争戦病死者の合葬墓碑が建立される[20]
- 1911年（明治44年）12月9日 - 大阪府立清水谷高等女学校が学校行事として「義勇日」墓参を始める（1944年まで)[20]
- 1928年（昭和3年）3月3日 - 埋葬地の南側の墓碑を移転・改葬し、跡地に大阪市立真田山尋常小学校が移転する[20]
- 1934年（昭和9年） - 満州事変戦病没将兵合葬墓が建立される[20]
- 1938年（昭和13年） - 陸軍墓地となる[20]
- 1945年（昭和20年）
  - 6月 - アメリカ軍の空襲で被災[20]
  - 8月15日 - 終戦
  - 10月31日 - 大蔵省大阪財務局の所管となる[20]
  - 12月 - 陸軍省が廃止
- 1946年（昭和21年）8月1日 - 陸軍墓地を大阪市に無料貸与[20]
- 1947年（昭和22年）
  - 3月18日 - 大蔵省および内務省の次官が、旧軍用墓地の祭祀において自治体の関与を避けるよう通達する[20]
  - 11月15日 - （財）大阪靖国霊場維持会が設立される[20]
- 1952年（昭和27年）11月 - 第1回秋季慰霊大法要が実施される[20]
- 1996年（平成8年） - 国立歴史民俗博物館が学術調査を行う（4年間）[20]
- 2003年（平成15年） - （財）大阪靖国霊場維持会が（財）真田山陸軍墓地維持会に改称[20]
- 2013年（平成25年）4月1日 - （財）真田山陸軍墓地維持会が（公財）真田山陸軍墓地維持会に改称[20]
- 2018年（平成30年）
  - 9月4日 - 台風21号で被災、墓の倒壊や倒木の被害を受ける[21]

## ギャラリー

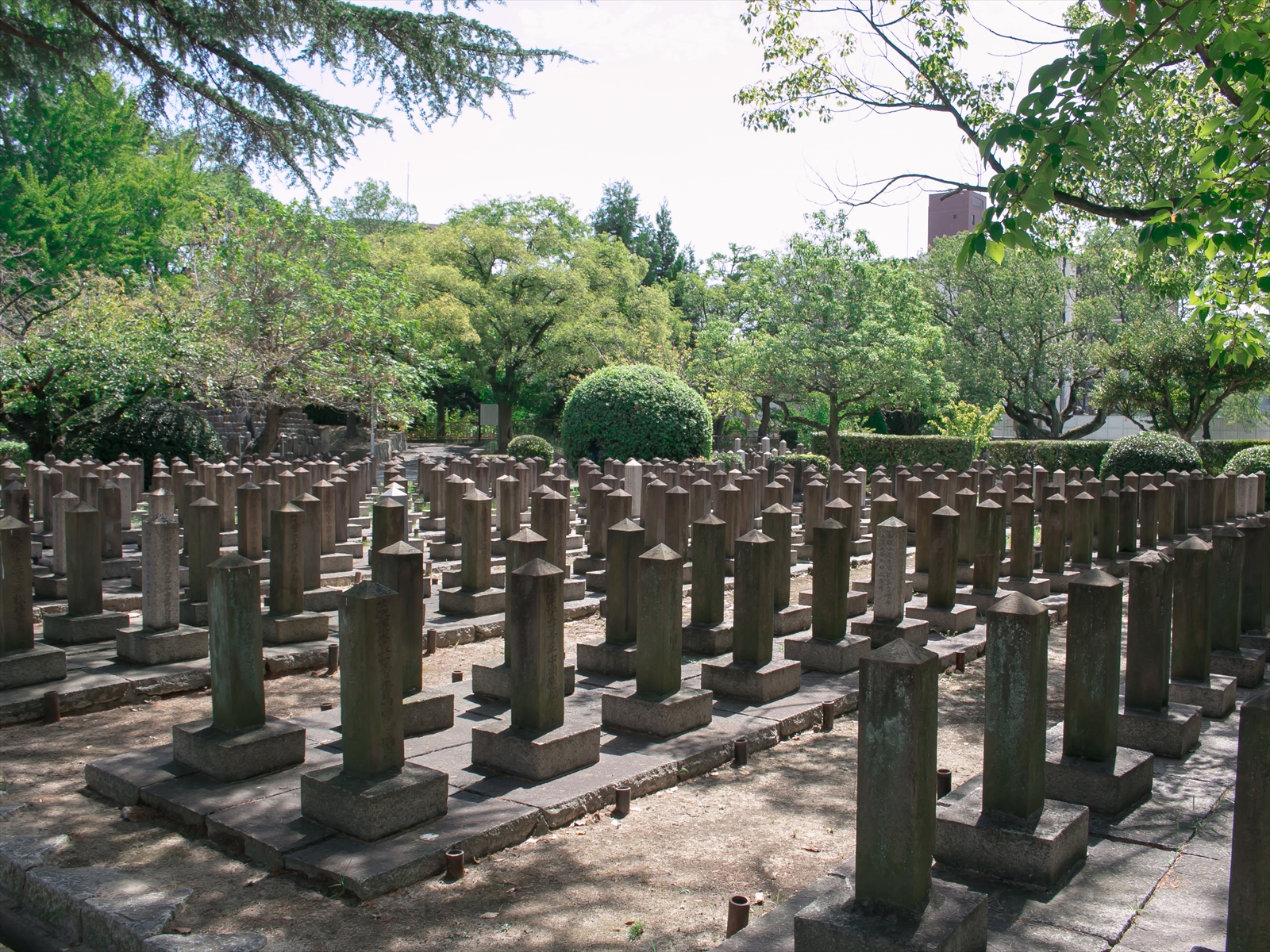
夏の陸軍墓地（2016年9月）
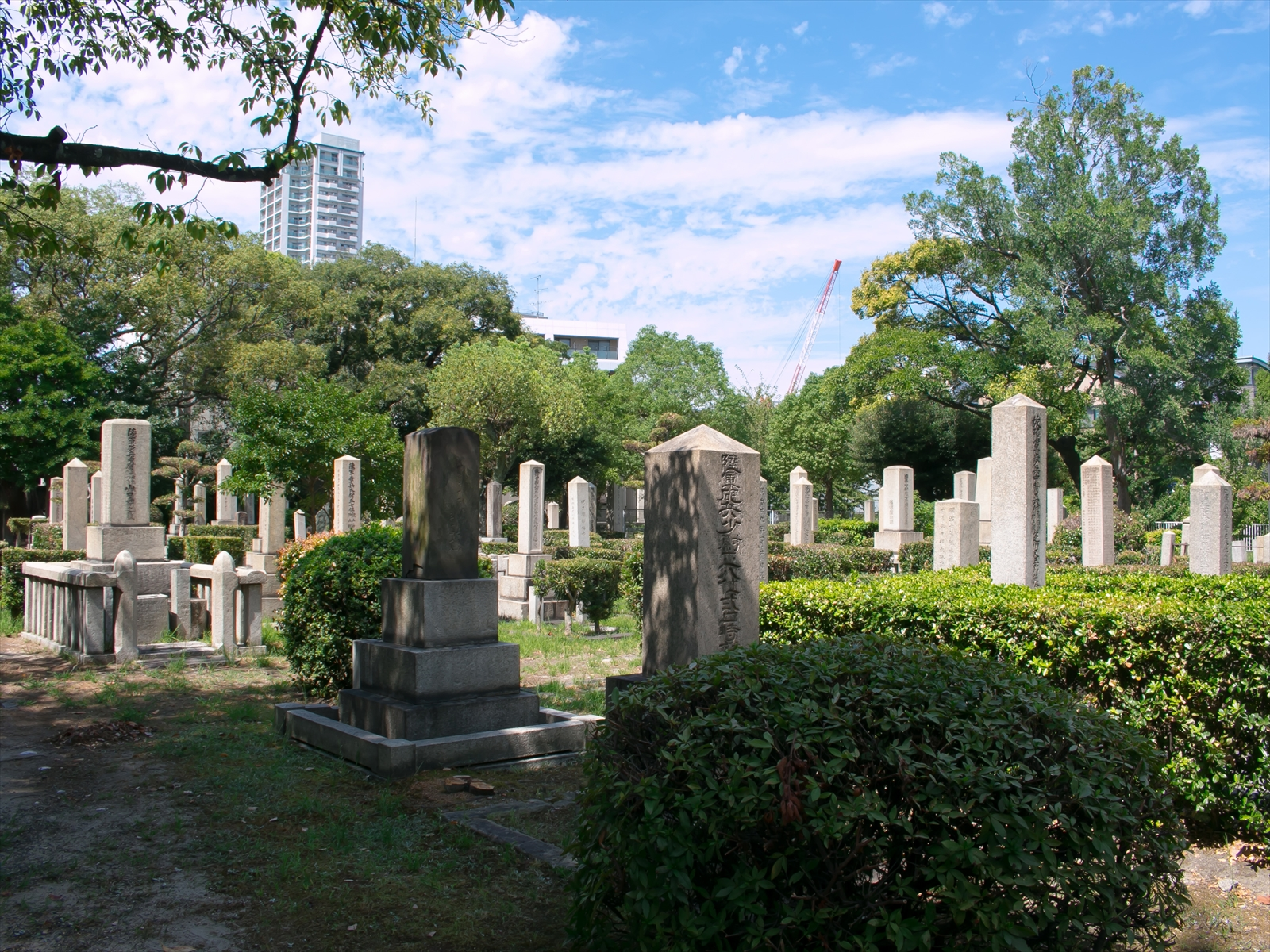
夏の陸軍墓地（2016年9月）
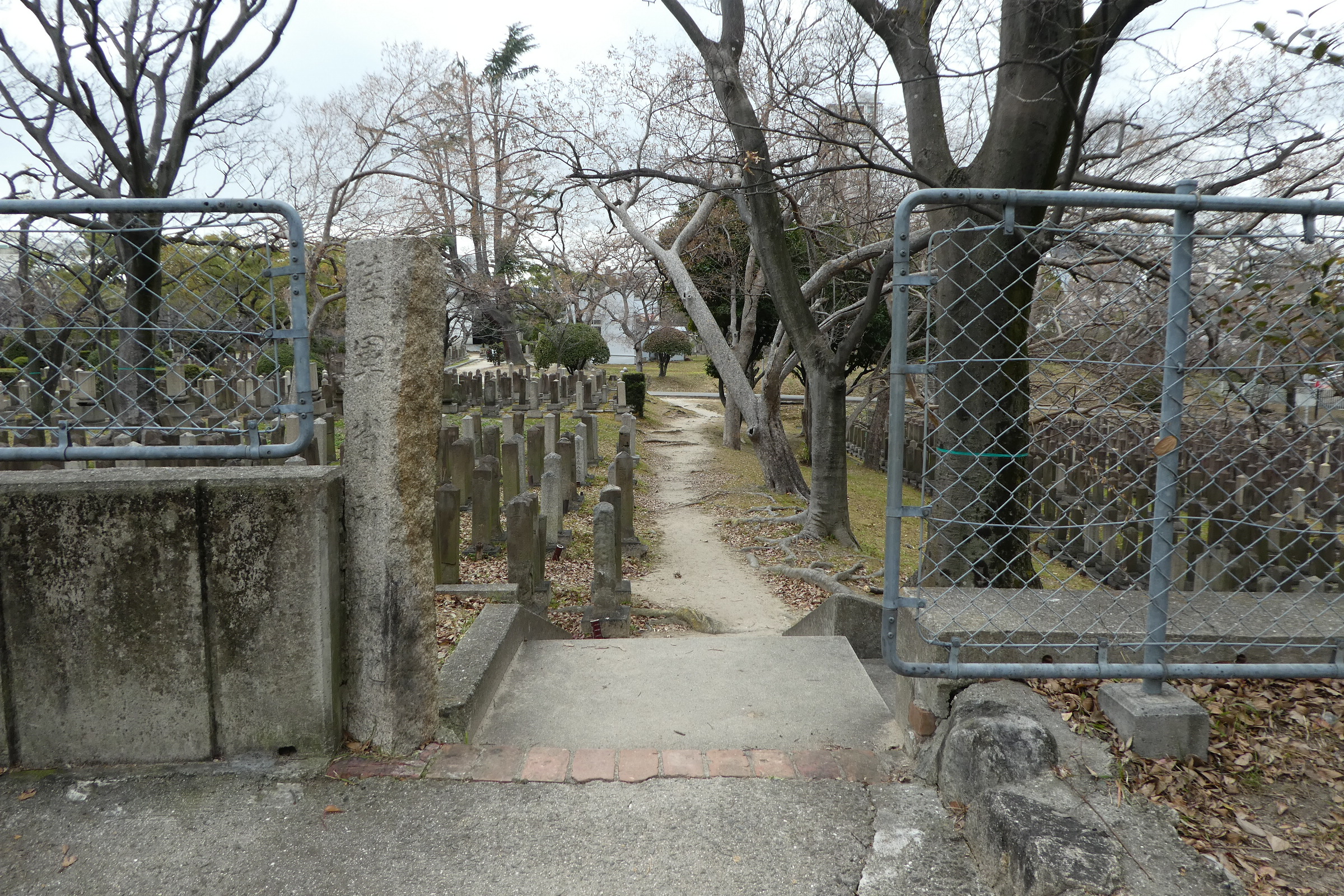
三光神社側の入口には陸軍省所轄地の標柱が建つ（2019年1月）
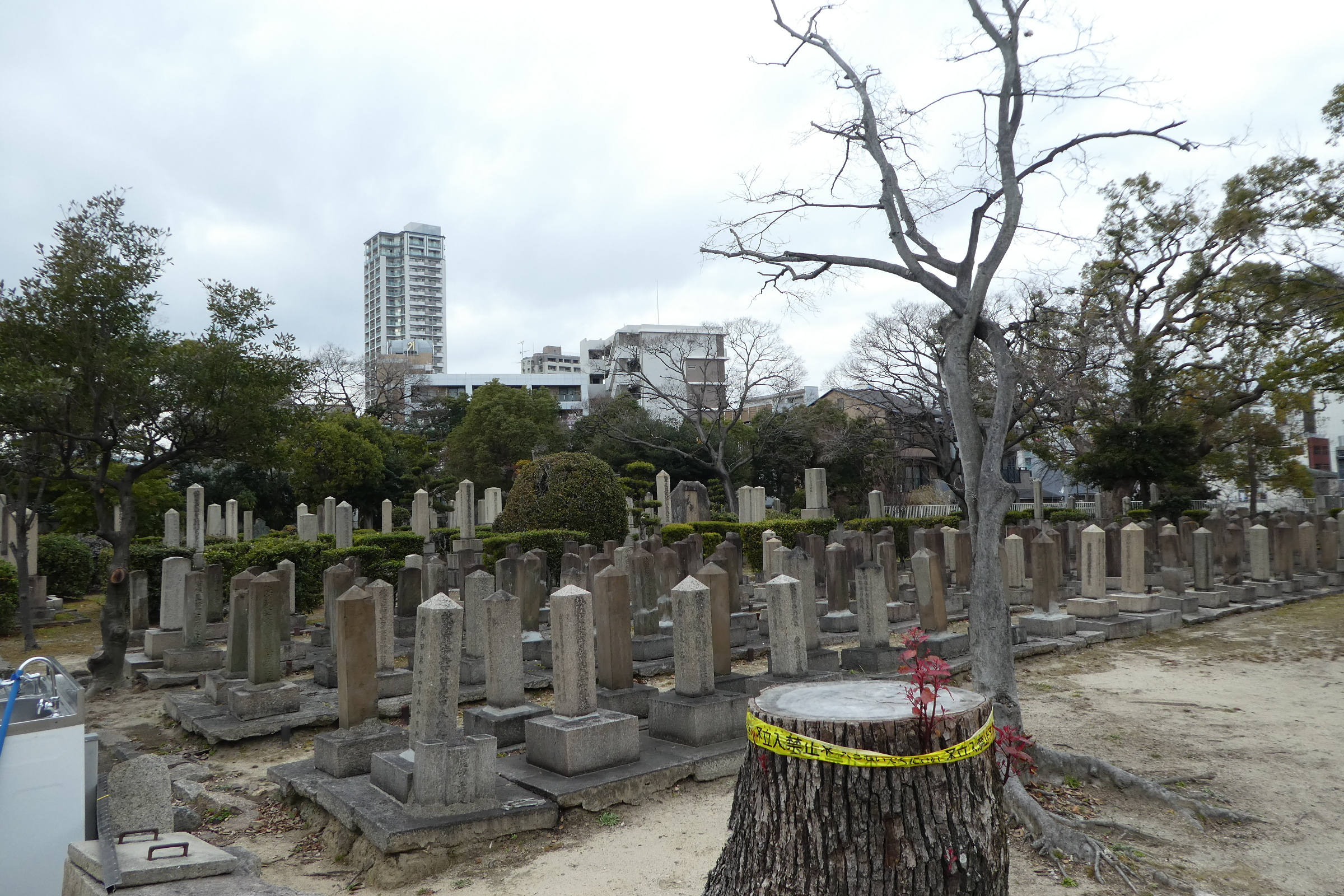
伐採された倒木（2019年1月）
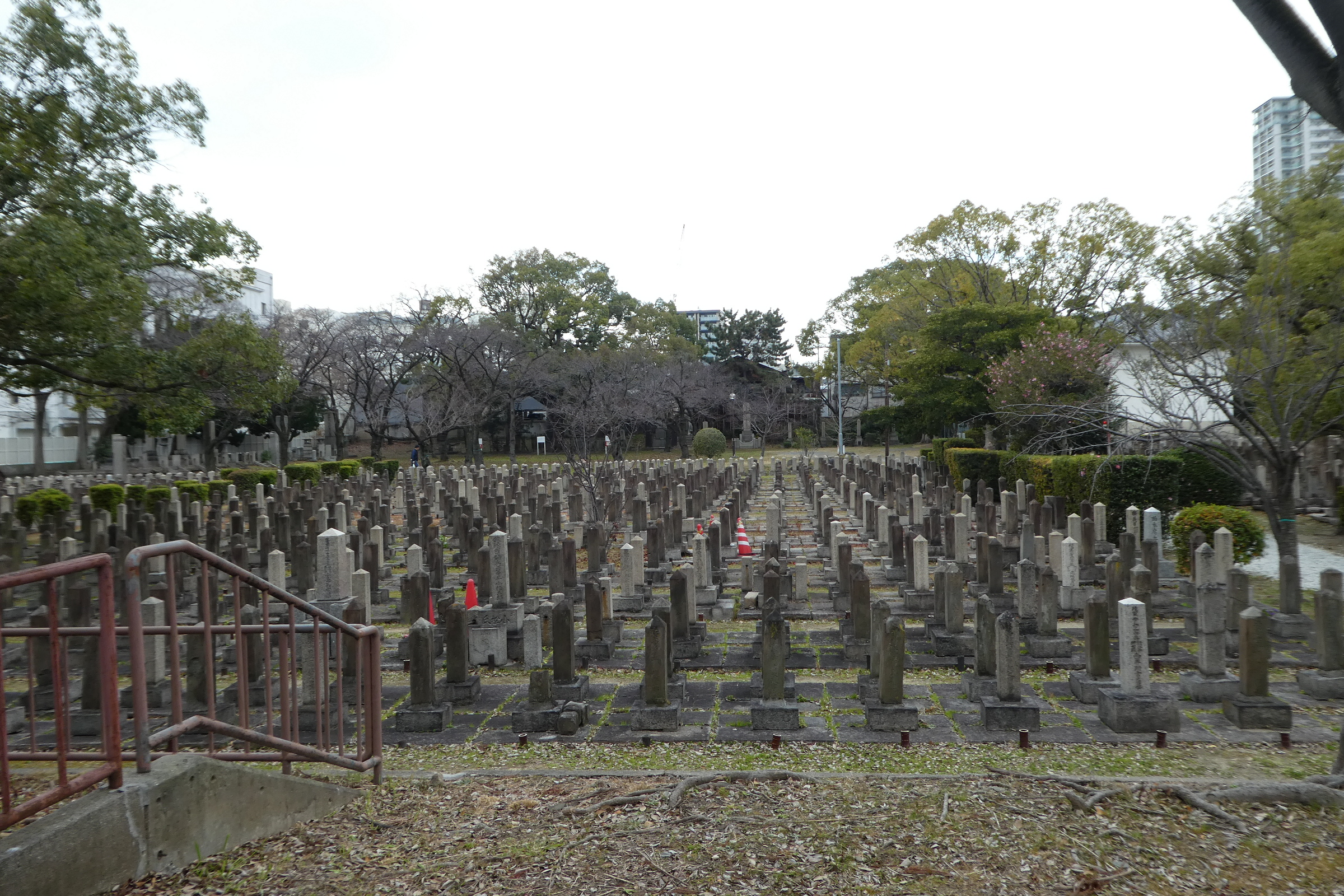
特に崩壊が激しい墓碑には赤の三角コーンが設置されている（2019年1月）

## アクセス
JR大阪環状線、Osaka Metro (地下鉄) 玉造駅から徒歩約10分